# Luis Moreira
Luis Moreira (Portoviejo, 23 settembre 1978) è un ex calciatore ecuadoriano, di ruolo centrocampista.